# Ogre (rejon)
Ogre (łot. Ogres rajons) – rejon w centralnej Łotwie, funkcjonujący w latach 1949–2009.
Rejon graniczył z rejonami: Aizkraukle, Bauska, Kieś, Madona i Ryga.
Zniesiony 30 czerwca 2009, w ramach reformy administracyjnej.